# 硝酸锰(III)
硝酸锰(III)是一种无机化合物，化学式为Mn(NO3)3。它可由无水三氟化锰和五氧化二氮反应制得。硝酸锰(III)可以形成一系列的配合物，例如[MnIII((NH3)2sar)](NO3)5·2H2O和[MnIII(C6H16N10)](NO3)3·H2O等。Mn(NO3)3的五氧化二氮合物具有[NO2]+[Mn(NO3)4]−结构。